# Nell Carter

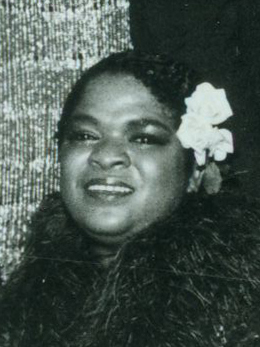
Nell Carter, 1980

Nell Carter, eigentlich Nell Ruth Hardy, (* 13. September 1948 in Birmingham, Alabama; † 23. Januar 2003 in Beverly Hills, Kalifornien) war eine US-amerikanische Schauspielerin und Sängerin.

## Leben
Nell Carter begann nach ihrer Schulzeit eine Ausbildung zur Schauspielerin und Sängerin. In verschiedenen Theaterproduktionen trat sie als Darstellerin auf. Für ihre Rolle in dem Musical Ain’t Misbehavin’ erhielt sie 1978 den Tony Award. Ebenso erhielt sie den Emmy Award 1982 für ihre Rolle in der Fernsehverfilmung von Ain’t Misbehavin’. Des Weiteren war Carter im US-amerikanischen Fernsehen in verschiedenen Rollen zu sehen. Bekannt wurde sie durch die Verkörperung der Haushälterin Nellie Ruth Harper in der Fernsehserie Gimme a Break!.
Carter lebte mit ihrer Lebenspartnerin Ann Kaser und ihren zwei adoptierten Söhnen und einer Tochter in Kalifornien. Am 23. Januar 2003 verstarb Carter im kalifornischen Beverly Hills.

## Filmografie (Auswahl)
- 1978: Cinderella in Harlem (Cindy, Fernsehfilm)
- 1978–1979: Ryan’s Hope (Fernsehserie, 12 Folgen)
- 1979: Hair
- 1980–1981: Sheriff Lobo (The Misadventures of Sheriff Lobo, Fernsehserie, 15 Folgen)
- 1981: Nebenstraßen (Back Roads)
- 1981: Schatz, du strahlst ja so! (Modern Problems)
- 1981–1987: Gimme a Break! (Fernsehserie, 137 Folgen)
- 1985: California Clan (Santa Barbara, Fernsehserie, 2 Folgen)
- 1990–1991: You Take the Kids (Fernsehserie, 6 Folgen)
- 1992: Mädchen für alle Fälle (Maid for Each Other, Fernsehfilm)
- 1992: Letzter Applaus für einen Basketballstar (Final Shot: The Hank Gathers Story, Fernsehfilm)
- 1992: Jake und McCabe – Durch dick und dünn (Jake and the Fatman, Fernsehserie, Folge 5x20)
- 1993–1995: Echt super, Mr. Cooper (Hangin' With Mr. Cooper, Fernsehserie, 36 Folgen)
- 1994: Zwei Satansbraten außer Rand und Band (The Crazysitter)
- 1995: Die Grasharfe (The Grass Harp)
- 1995: The Misery Brothers
- 1995/1997: New Spider-Man (Spider-Man: The Animated Series, Fernsehserie, 2 Folgen, Sprechrolle)
- 1996: Die Liebe muß verrückt sein (Can’t Hurry Love, Fernsehserie, Folge 1x13)
- 1996: The Proprietor (La Propriétaire)
- 1997: Brüder (Brotherly Love, Fernsehserie, Folge 2x15)
- 1997: Sparks & Sparks (Sparks, Fernsehserie, Folge 1x18)
- 1997: Fakin’ Da Funk
- 1999: Versiegelt mit einem Kuss (Sealed with a Kiss, Fernsehfilm)
- 1999: Special Delivery (Calling)
- 2000: Perfect Fit
- 2001: Ein Hauch von Himmel (Touched by an Angel, Fernsehserie, 2 Folgen)
- 2001: Seven Days – Das Tor zur Zeit (Seven Days, Fernsehserie, Folge 3x22)
- 2001: Reba (Fernsehserie, 3 Folgen)
- 2002: Ally McBeal (Fernsehserie, 2 Folgen)
- 2003: Swing
- 2004: Back by Midnight

## Preise und Auszeichnungen (Auswahl)
- 1978: Tony Award für Rolle in Ain’t Misbehavin’
- 1982: Emmy Award für Verfilmung ihrer Rolle in Ain’t Misbehavin’
- Nominierung für Emmy und Golden Globe für ihre Rolle in Gimme a Break!